# Marty Reiter
Martin Edward Reiter, detto Marty (Pittsburgh, 25 agosto 1911 – Fort Lauderdale, 6 febbraio 1986), è stato un cestista statunitense, professionista nella NBL.

## Carriera
Giocò per due stagioni nella NBL, disputando complessivamente 18 partite con 4,8 punti di media.